# Die Automate
Die Automate ist eine Erzählung von E. T. A. Hoffmann, die in der Zeit vom 5. bis 15. Januar 1814 entstand und vom 7. bis 16. April desselben Jahres in August Mahlmanns Leipziger „Zeitung für die elegante Welt“ erschien. 1819 kam der Text im dritten Abschnitt des zweiten Bandes der Sammlung „Die Serapionsbrüder“ bei G. Reimer in Berlin heraus.
Kempelens Schachtürke hat wahrscheinlich Modell für E. T. A. Hoffmanns intelligenten Automaten gestanden. Dem fragmentarischen Textcharakter entsprechend gab sich die zeitgenössische Literaturkritik zumeist ratlos. Dem Interpreten im heutigen Automatenzeitalter geht es nicht anders. Also sollte das Schwergewicht der Auslegung vielleicht auf den musikinstrumententheoretischen Part der kleinen Erzählung gelegt werden.

## Handlung
Der Titel gebende Automat ist eine mechanische Puppe, genauer, ein zur Schau gestellter „redender Türke“, dessen Antworten auf ins rechte Automatenohr geflüsterte Zuschauerfragen teilweise verblüffen. Keiner in der ganzen Stadt hat eine Erklärung des Phänomens. Die Aufsichtsperson, Künstler genannt, ist wirklich kein Bauchredner.
Zwei befreundete Akademiker, der Musiker Ludwig und der Dichter Ferdinand, wollen dem Klamauk fernbleiben, gehen dann aber doch hin. Ferdinand fragt den redenden Türken nach seiner heimlichen ostpreußischen Geliebten, einer schönen, jungen Sängerin, deren Bildnis er verdeckt auf der Brust trägt. Der redende Türke weiß unerklärlicherweise von dem Körperversteck und orakelt noch: „Wenn du sie wieder siehst, hast du sie verloren!“ Der Dichter ist entsetzt und sucht Aufklärung bei Herrn X., einem stadtbekannten Professor der Physik und Chemie. Der hochbejahrte, altfränkisch gekleidete Gelehrte mit der unsympathischen Stimme und dem stechenden Blick ist auch ein Musikautomaten-Sammler. Die musikalische Mechanik seines Flötenbläsers beeindruckt. Ludwig aber meint, der vollkommene Ton könne aus keinem Automaten dringen, sondern müsse ein naturnaher sein. In dem Gespräch über „höhere musikalische Mechanik“, das sich an Gotthilf Heinrich von Schuberts „Ansichten von der Nachtseite der Naturwissenschaft“ anlehnt, kommt auch die Äolsharfe zur Sprache, deren Klang „unser Gemüt unwiderstehlich ergreift“. Die beiden Freunde durchdringt „ein inneres Grausen“, als sie ein Konzert der Natur mit dem Professor X. im Garten anhören: „Er [der Prof.] schritt langsam und abgemessen den Mittelgang auf und nieder, aber in seiner Bewegung wurde alles um ihn her rege und lebendig, und überall flimmerten krystallne Klänge aus den dunklen Büschen und Bäumen empor und strömten, vereinigt im wundervollen Konzert, wie Feuerflammen durch die Luft, ins Innerste des Gemüts eindringend und es zur höchsten Wonne himmlischer Ahndungen entzündend. Die Dämmerung war eingebrochen, der Professor verschwand in den Hecken, und die Töne erstarben im Pianissimo.“ Das wunderliche Abendkonzert erinnert an den Gesang der schönen Ostpreußin. Hinterher ist Ludwig mit Ferdinand einer Meinung – der Professor und Ferdinands fremde ostpreußische Geliebte müssen in irgendeiner geheimnisvollen Relation stehen. Nachdem Ferdinand vom Vater nach Ostpreußen gerufen wurde, hat er auf der Hinreise eine merkwürdige Begegnung. Auf einer Poststation ist die Sängerin im Begriff, sich mit einem russischen Offizier im Beisein des Professors X. kirchlich zu trauen. Das Orakel des redenden Türken hat sich erfüllt.
Ludwig, der von dem Vorgang brieflich erfährt, kann das kaum glauben und macht sich um den „zerrütteten Seelenzustand“ des Freundes Sorgen. Denn der Professor X. hat die Stadt nicht verlassen.

## Rezeption
1847 bezweifelt Konrad Schwenck den Sinn der Erzählung: „Das Ganze... hätte nicht geschrieben werden sollen.“ Kaiser sieht den Text als so etwas wie eine Spukgeschichte. Ferdinand wird von einer „fremden Macht“ attackiert.
Fragen über Fragen bleiben offen. Die Bewunderung E. T. A. Hoffmanns für jenen redenden Türken bringt den Leser keinen Schritt weiter: „Es ist gar kein Zweifel, daß ein menschliches Wesen vermöge uns verborgener und unbekannter akustischer und optischer Vorrichtungen mit dem Fragenden in solcher Verbindung steht, daß es ihn sieht, ihn hört und ihm wieder Antworten zuflüstern kann. Daß noch niemand, selbst unter unsern geschickten Mechanikern, auch nur im mindesten auf die Spur gekommen, wie jene Verbindung wohl hergestellt sein kann, zeigt, daß des Künstlers Mittel sehr sinnreich erfunden sein müssen, und so verdient von dieser Seite sein Kunstwerk allerdings die größte Aufmerksamkeit.“
Segebrecht und Keil äußern sich ausführlicher:
Segebrecht verweist diesbezüglich auf die sehr berechtigte Kritik des Serapionsbruders Ottmar – alias Julius Eduard Hitzig – am Ende der Erzählung: „...ist das alles? Wo bleibt die Aufklärung, wie wurd' es mit Ferdinand, mit dem Professor X., mit der holden Sängerin, mit dem russischen Offizier?“ Der Autor Theodor redet sich heraus, er habe lediglich ein Fragment vorgetragen, mit dem er „die Fantasie des Lesers“ anregen wolle. Mehr noch, Theodor teilt eine Erfahrung mit: Es „dringt manches Fragment einer geistreichen Erzählung tief in meine Seele.“ Die unbeantwortete Grundfrage ist: Wie kam der redende Türke auf die Antwort: „- wende das Bild um!“? Es scheint so, als wolle Segebrecht sich Carl Georg von Maassens vernichtendem Urteil nicht anschließen, nach dem E. T. A. Hoffmann die sich auftürmende technische Barriere bei der Auflösung dieses gestellten Rätsels „gleichsam über den Kopf gewachsen sei“. Vielmehr spricht sich Segebrecht für die Antithese aus, nach der jenes unaufgelöste Rätsel von E. T. A. Hoffmann so gewollt gewesen sei, wie er es hingeschrieben hat. Demnach solle der Leser weder die Auflösung finden noch an den Automaten glauben.
Ein gänzlich anderer Erklärungsansatz geht davon aus, dass der Musiker E. T. A. Hoffmann eigentlich über die Hervorbringung des idealen Tones oder Klanges durch Instrumente grübelt und nicht so sehr über Automaten. Keil behauptet demnach, jene Sängerin, deren Stimme Ferdinand in Ostpreußen so beeindruckt hatte, sei die Tochter des Professors X. Und als den Kopf, der hinter dem redenden Türken stünde, müsse man sich nicht jenen Künstler, sondern den Professor, der Musikautomaten sammelt oder auch bauen lässt, vorstellen.
Schulz gibt eine Zusammenfassung. Segebrecht nennt Arbeiten von Dietrich Kreplin (Bonn 1957), Bernhild Boie (1981), William Arctander O’Brien (1989), Peter Gendolla (Heidelberg 1992) und Christine Maillard (1992).

### Die Erstausgabe in den Serapionsbrüdern
- Die Automate in: Die Serapionsbrüder. Gesammelte Erzählungen und Mährchen. Herausgegeben von E. T. A. Hoffmann. Zweiter Band. Berlin 1819. Bei G. Reimer. 614 S.[25]

### Verwendete Ausgabe
- E. T. A. Hoffmann: Die Automate S. 396–429 in: Wulf Segebrecht (Hrsg.): E. T. A. Hoffmann: Die Serapions-Brüder. Deutscher Klassiker Verlag im Taschenbuch. Bd. 28. Frankfurt am Main 2008, ISBN 978-3-618-68028-4 (entspricht: Bd. 4 in: Wulf Segebrecht (Hrsg.): „E. T. A. Hoffmann: Sämtliche Werke in sieben Bänden“, Frankfurt am Main 2001)

### Sekundärliteratur
- Stephan Brössel: Die Anthropologie der Goethezeit und ‚Automaten‘: Ein diskursanalytischer Aufriss und eine exemplarische Analyse von E.T.A. Hoffmanns Die Automate (1814). In: Ingo Irsigler, Dominik Orth (Hgg.): Roboter, Künstliche Intelligenz und Transhumanismus in Literatur, Film und anderen Medien. Winter, Heidelberg 2021, S. 27–43, ISBN 978-3-8253-7205-7
- Gerhard R. Kaiser: E. T. A. Hoffmann. Metzler, Stuttgart 1988, ISBN 3-476-10243-2. (Sammlung Metzler; 243; Realien zur Literatur)
- Gerhard Schulz: Die deutsche Literatur zwischen Französischer Revolution und Restauration. Teil 2. Das Zeitalter der Napoleonischen Kriege und der Restauration: 1806–1830. C. H. Beck, München 1989, ISBN 3-406-09399-X.
- Werner Keil: Die Automate. S. 332–337 in: Detlef Kremer (Hrsg.): E. T. A. Hoffmann. Leben – Werk – Wirkung. Walter de Gruyter, Berlin 2009, ISBN 978-3-11-018382-5